# Oncicola dimorpha
Espèce
Oncicola dimorpha est une espèce d'acanthocéphales de la famille des Oligacanthorhynchidae. C'est un parasite digestif de félins d'Afrique.